# Dicentrarchus
Dicentrarchus — рід риб родини Моронових (Moronidae). Містить два види, які зустрічаються у морських водах вздовж берегів Європи.

## Види

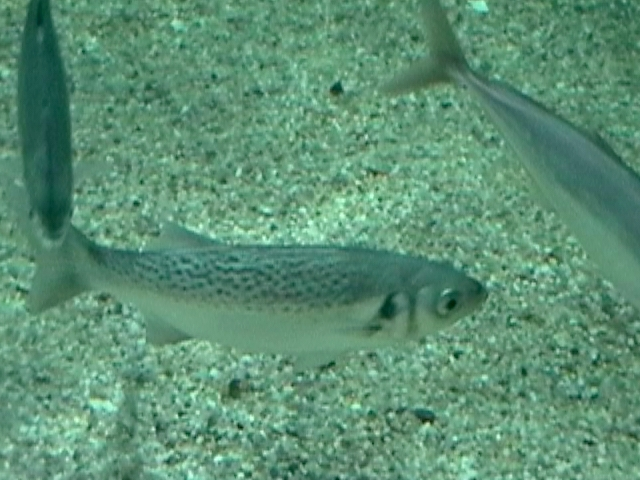
Dicentrarchus punctatus

- Dicentrarchus labrax — Лаврак, Морський окунь європейський
- Dicentrarchus punctatus — Морський окунь плямистий